# Липа (Мірен-Костанєвіца)
Липа (словен. Lipa) — поселення в общині Мірен-Костанєвіца, Регіон Горишка, Словенія. Висота над рівнем моря: 377 м.